# Wilhelm Friedrich Ludwig von Zerssen

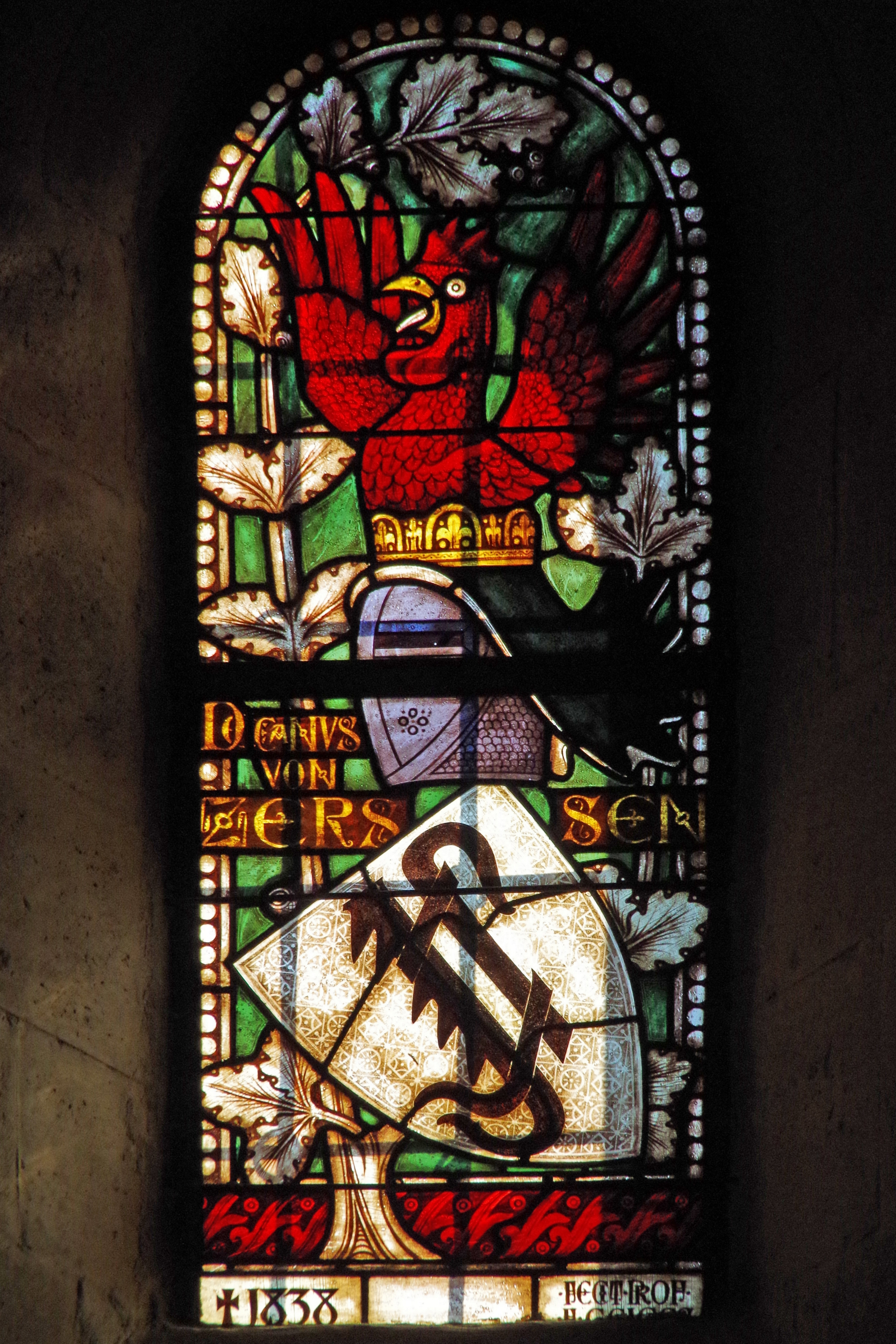
Naumburger Dom, Fenster des Wilhelm Friedrich Ludwig von Zerssen, Domdechant († 1838)

Wilhelm Friedrich Ludwig von Zerssen, zeitgenössisch auch von Zerßen (* 12. Oktober 1773; † 14. Oktober 1838 in Naumburg (Saale)), war Domdechant zu Naumburg und Abgeordneter des sächsischen Provinziallandtages.

## Leben und Wirken
Er stammte aus der schaumburgischen Adelsfamilie von Zerssen und war der Sohn des braunschweig-lüneburgischen Rats und Hofgerichtsassessors Heinrich Adolph Ludwig von Zerssen. Von 1793 bis 1796 studierte er an der Universität Göttingen. In dieser Zeit wurde er 1795 Domherr mit Majorpräbende im Domkapitel Naumburg. Bis 1823 war er dort zum Domdechanten aufgestiegen und blieb bis zu seinem Tod in diesem Amt.
Als Stiftsrat war er Mitglied der Stiftsregierung in Zeitz und von 1817 bis 1824 Landrat im preußischen Kreis Zeitz. In seiner Eigenschaft als Domdechant war er Vertreter des Domkapitels Naumburg und 1825 Mitglied des Provinziallandtags der preußischen Provinz Sachsen. In der vierten Sitzungsperiode vom 13. Januar 1833 bis 24. Februar 1833 vertrat er erneut das Domkapitel zu Naumburg als Abgeordneter auf dem Provinziallandtag der Provinz Sachsen und war dort stellvertretender Landtagsmarschall (Parlamentspräsident).

## Familie
Zerssen war mit Louise Sophie Charlotte von Carlsburg (* 23. August 1781 in Schöneiche bei Guben; † 4. April 1820), verwitwete Freifrau von Dachröden verheiratet. Das Ehepaar hatte Nachfahren.